# Son of the South (2020)
Son of the South ist ein Filmdrama von Barry Alexander Brown, das im August 2020 beim American Black Film Festival seine Premiere feierte und am 26. August 2021 in die deutschen Kinos kam. Die Filmbiografie über Bob Zellner basiert auf dessen Autobiografie mit dem Titel The Wrong Side of Murder Creek. 

## Biografisches

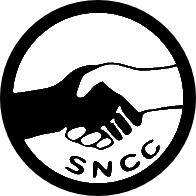
Bob Zellner war für das Student Nonviolent Coordinating Committee aktiv

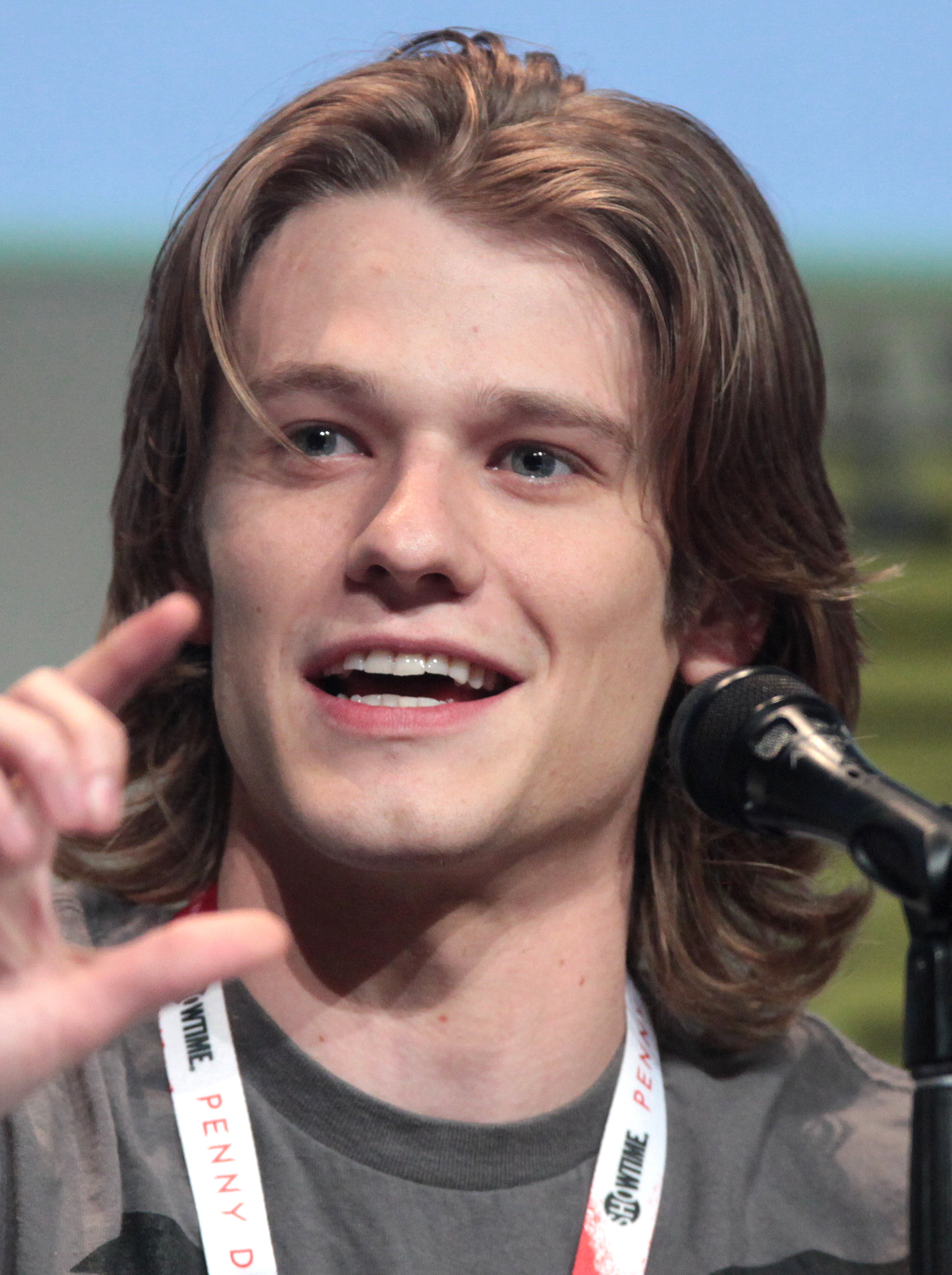
Im Film wird Bob Zellner von Lucas Till verkörpert

Bob Zellner ist ein einflussreicher Kopf der Bürgerrechtsbewegung. Er ist der Sohn und Enkel von Ku-Klux-Klan-Mitgliedern. Er war ein Organisator der Freedom Rides von 1961 und der erste weiße Südstaatler, der dem Student Nonviolent Coordinating Committee diente und arbeitete mit Martin Luther King, John Lewis, Rosa Parks und vielen anderen Bürgerrechtlern zusammen. 
John Robert Zellner wurde in Alabama geboren und war der zweite von fünf Söhnen von James Abraham Zellner und Ruby Hardy Zellner. Nach seinem Abschluss an der Murphy High School in Mobile im Jahr 1957 besuchte Bob Zellner das Huntingdon College in Montgomery, wo er einen Kurs über Rassenbeziehungen belegte und an einem Workshop des Student Nonviolent Coordinating Committee (SNCC) teilnahm. Zellner schloss 1961 sein Studium der Psychologie und Soziologie ab und besuchte im darauffolgenden Sommer die Highlander Folk School in Monteagle, Tennessee, wo er als erster Weißer in das SNCC aufgenommen wurde.
Er organisierte einen Protestmarsch, um gegen die Ermordung von Herbert Lee und die Vertreibung von Brenda Travis und Ike Lewis von der Burglund High School zu protestieren. Zellner war der einzige weiße Teilnehmer und wurde von anderen weißen Männern angegriffen und verprügelt, während die Polizei zusah und sich FBI-Agenten Notizen machten. Später zog er nach Leflore County, um mit Amzie Moore und der Familie McGhee an der Aufhebung der Rassentrennung, der Wählerregistrierung und der Gründung der Leflore County Freedom Democratic Party zu arbeiten. Nachdem er an der Brandeis University ein Aufbaustudium in Rassenbeziehungen und Soziologie begonnen hatte, ließ sich Zellner 1964 beurlauben, um die Bemühungen des SNCC in Greenwood zu koordinieren. Im Sommer 1964 arbeitete er in Neshoba County mit Rita Schwerner und untersuchte den Mord an ihrem Ehemann Michael Schwerner und zwei anderen Bürgerrechtlern, James Chaney und Andrew Goodman. 
Im Jahr 1966 stimmte das SNCC dafür, weiße Aktivisten aus ihrer Organisation auszuschließen, und obwohl Zellner und seine Frau Dorothy Miller Zellner, die auch für das SNCC arbeitete, Berufung einlegten, lehnte das Zentralkomitee der SNCC ihren Antrag auf eine Wiederaufnahme ab. Anschließend zog das Paar nach New Orleans, um mit dem Southern Conference Educational Fund zusammenzuarbeiten. Zellner promovierte in den 1990er Jahren an der Tulane University in Geschichte und lehrte bis zu seiner Emeritierung Geschichte der Bürgerrechtsbewegung an der Long Island University.
Der Film basiert auf Zellners Autobiografie mit dem Titel The Wrong Side of Murder Creek: A White Southerner in the Freedom Movement aus dem Jahr 2008, die dieser gemeinsam mit Constance Curry schrieb.

## Produktion
Regie führte Barry Alexander Brown. Der zweifach für einen Oscar nominierte Brown war in der Vergangenheit überwiegend als Filmeditor tätig und als Regisseur für Filme wie Lonely in America, Winning Girls Through Psychic Mind Control und Last Looks und Dokumentarfilme wie The Who's Tommy, the Amazing Journey und Sidewalk. Seine erste Oscar-Nominierung erhielt Brown gemeinsam mit Glenn Silber für den Dokumentarfilm The War at Home von 1979, die zweite für den Filmschnitt für BlacKkKlansman. Brown adaptierte auch Zellners Autobiografie für den Film.
Lucas Till spielt in der Hauptrolle Bob Zellner. Brian Dennehy übernahm eine kleinere Rolle und spielt seinen Großvater, ein Klansman.
Son of the South feierte Ende August 2020 beim American Black Film Festival seine Premiere. Anfang Februar 2021 kam er in ausgewählte US-Kinos und wurde auch als Video-on-Demand veröffentlicht. Die Deutschlandpremiere erfolgte Ende August 2021 in Berlin. Der Kinostart in Deutschland erfolgte am 26. August 2021. Anfang September 2021 wird er beim Festival des amerikanischen Films in Deauville gezeigt, wo die Premiere mit Publikumsbeteiligung erfolgt.

## Synchronisation
Die deutsche Synchronisation entstand nach einem Dialogbuch von Nicola Dittert und der Dialogregie von Sven Riemann und Frank Gala im Auftrag der Legendary Units GmbH, Berlin.
| Darsteller             | Synchronsprecher      | Rolle           |
| ---------------------- | --------------------- | --------------- |
| Lucas Till             | Heinrich Bennke       | Bob Zellner     |
| Tom Lawson Jr.         | Reinhard Scheunemann  | Aubrey Williams |
| Lucy Hale              | Stefanie Masnik       | Carol Ann       |
| Onye Eme-Akwari        | Benjamin Bransch      | Chuck McDew     |
| Greg Thornton          | Alexander Hauff       | Clifford Durr   |
| Joey Thurmond          | Nico Selbach          | Coach Raines    |
| Ludi Lin               | Joseph Mala           | Derek Ang       |
| Jake Abel              | Sascha Krüger         | Doc             |
| Cedric the Entertainer | Marko Bräutigam       | Dr. Abernathy   |
| Stan Houston           | Sven Brieger          | E.H. Hurst      |
| Thom Gossom Jr.        | Frank Gala            | Herbert Lee     |
| Brian Dennehy          | Sven Brieger          | J.O. Zellner    |
| Michael Aaron Milligan | Sebastian Liebich     | Jack            |
| Byron Herlong          | Thomas Arnold         | James Zellner   |
| Michael Sirow          | Robert Frank          | Jay-Jay         |
| Sienna Guillory        | Franziska Kruse       | Jessica Mitford |
| Chaka Forman           | Boris Jacoby          | Jim Forman      |
| Matt William Knowles   | Marc Bluhm            | Jim Zwerg       |
| Lex Scott Davis        | Bianca Warnek-Steinke | Joanne          |
| Cian Genaro            | Ilja Schierbaum       | John Hill       |
| Dexter Darden          | Daniel Kröhnert       | John Lewis      |
| Kuntrell Jackson       | Benjamin Plath        | Leon            |
| Shamier Anderson       | Ulrich Blöcher        | Reggie          |
| Sharonne Lanier        | Janina Sachau         | Rosa Parks      |
| Angela Soulé           | Kim Pfeiffer          | Ruby Zellner    |
| Wil Deusner            | Marius Lambrecht      | Skeeter         |
| Lydia Styslinger       | Laura Sophie Helbig   | Susan Wilbur    |
| Mike C. Manning        | Sascha Werginz        | Townsend Ellis  |
| Julia Ormond           | Karen Schulz-Vobach   | Virginia Durr   |